# Río Lasifashaj
Le río Lasifashaj, parfois appelé río Larsiparsahk, est une rivière traversant la province argentine de province de Terre de Feu.

## Caractéristiques
La rivière Lasifashaj, parfois appelée rivière Larsiparsahk, est une rivière de Terre de Feu, en Argentine. Elle correspond aux bassins de la zone sud (chaîne de montagnes) du secteur argentin de l'Isla Grande, a une orientation ouest-est et se jette dans la baie de Brown, dans le canal Beagle.
Elle a un régime nivopluvial ; les crues les plus importantes, résultant de la fonte des neiges, se produisent entre octobre et décembre. Le débit moyen de la rivière est de 26 litres/s/km2. Le bassin versant est formé au nord par les sommets de la sierra Alvear, au sud par la chaîne montagneuse de Sorondo et à l'ouest par un fond de vallée morainique. Certains de ses affluents sont le río Tristen et le ruisseau Hambre. La ligne de crête se situe entre 800 et 1 114 m d'altitude.
La forêt mésophile prédomine dans les variétés Nothofagus pumilio (lenga), Nothofagus antarctica (ñire) et Nothofagus betuloides (guindo ou coihue de Magallanes). Dans les zones inférieures du bassin, des tourbières de sphaignes et de Carex cyperaceae se développent. La faune comprend le castor du Canada, une espèce introduite. Une partie du bassin fluvial est incluse dans la réserve naturelle Valle Tierra Mayor,.